# 麗莎·藍道爾
麗莎·藍道爾（英語：Lisa Randall，1962年6月18日—），美國理論物理學家，粒子物理學和宇宙學的權威專家，女性主義者，美國國家科學院與美國文理科學院院士與美國物理協會會員，為哈佛大學理論物理系教授。藍道爾主要研究基本粒子和基本交互作用，且已製出許多科學模型，近年則主要研究空間維度。她最主要的貢獻是於1999年與拉曼·桑壯一起提出藍道爾–桑壯模型。

## 生平

### 早年

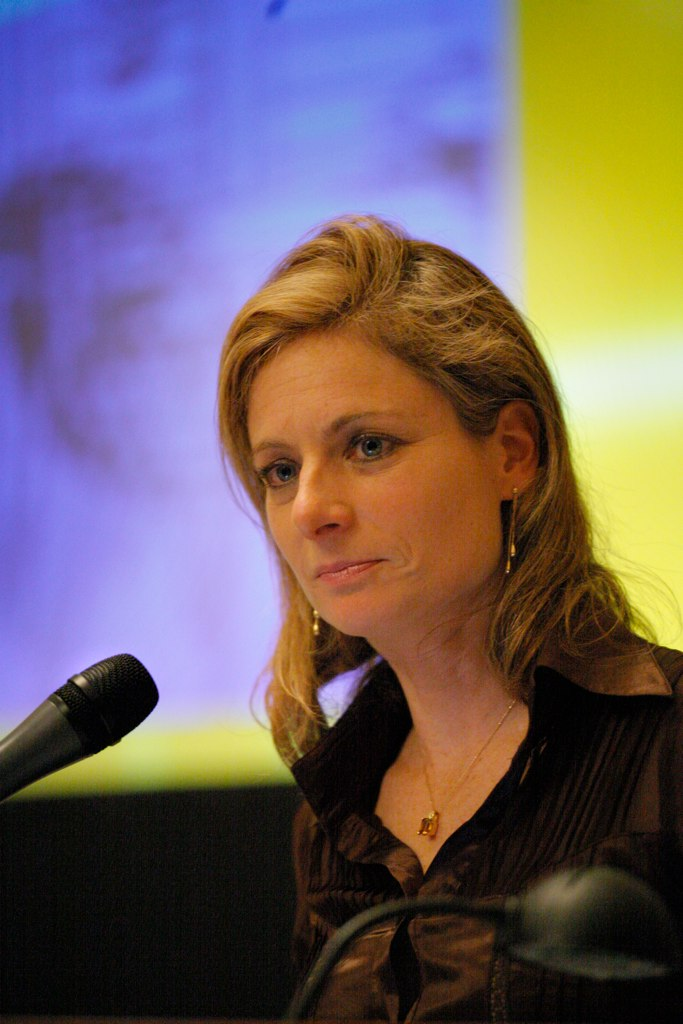
2006年的藍道爾

藍道爾在1962年6月18日出生於紐約市皇后區。她是漢普郡學院的校友，並在1980年畢業於史岱文森高中，同年獲得了西屋科學獎，在史岱文森高中的時候，她曾與布萊恩·葛林當過同學。藍道爾於1983年取得哈佛大學的文學士學位，3年後在哈沃德·喬吉的指導下獲得粒子物理學博士學位。1992年，藍道爾獲得阿爾弗雷德·P·斯隆基金會研究獎學金和美國能源部傑出青年研究員獎。

### 學術生涯
藍道爾是哈佛大學的理論物理學教授，主要研究粒子物理學、宇宙學、基本粒子和基本交互作用，除此之外也涉足超對稱性、標準模型、宇宙暴脹、重子生成、大一統理論和廣義相對論。藍道爾的著作《彎曲的旅行——揭開隱藏在宇宙維度之謎》與《敲開天堂之門：如何使物理與科學思維照亮宇宙與現代世界》均曾入選《紐約時報》「100本最佳暢銷書」。
在哈佛大學畢業後藍道爾曾經於麻省理工學院和普林斯頓大學當過教授，之後她於2001年重返哈佛。藍道爾是普林斯頓物理系第一位獲得終身教職的女性，同時亦是哈佛第一位獲得終身教職女性理論物理學家。她還曾經寫了兩本科普讀物和歌劇的劇本，同時亦是1999-2004年間論文被引用最多的理論物理學家。2003年，她獲得由羅馬大學頒發的托馬索尼獎。3年後（2006年）她獲頒美國物理教師協會頒發的克勞普施泰格紀念獎。她協助組織了許多會議，並曾在若干主要理論物理期刊擔任編輯。

## 個人生活
麗莎·藍道爾有一個妹妹達娜，是佐治亞理工學院計算機科學教授。
藍道爾曾經被《種子雜誌》和《新聞週刊》分別評為「2005年科學Icon」和「Who's Next in 2006」，其中《新聞週刊》更把藍道爾評為「她這一代最有前途的理論物理學家之一」。2007年，藍道爾被時代雜誌評選為100位最具影響力的人物之一（時代百大人物），並被分類在「科學家與思想家」類別。藍道爾同時也是一位女性主義者，她曾經談論“为何在科学和工程领域女性偏少”，随后被时任哈佛大学校长劳伦斯·萨默斯任命到特派工作小组，她说：“我只想看到更多女性进入这一领域，这样这类问题便可不复出现。”
藍道爾曾經與作曲家赫克托·帕拉一起編寫了一部歌劇的劇本，名叫《超級音樂：七面的射影戲》（Hypermusic Prologue: A Projective Opera in Seven Planes）。

## 書籍
- . Ecco Press. 2005. ISBN 0-06-053108-8.
- . Ecco. 2011. ISBN 0-06-172372-X.
- . Ecco. 2013. ISBN 978-0062300478.
- . Ecco. 2015. ISBN 978-0-06-232847-2.

## 外部連結
- Professor Randall's website at Harvard（页面存档备份，存于）
- Reprinted Op-Ed from The New York Times of Sunday, September 18, 2005（页面存档备份，存于）
- Lisa Randall's Edge Bio Page
- On Gravity, Oreos and a Theory of Everything（页面存档备份，存于） (New York Times, November 1, 2005)
- Profile in Scientific American October 2005（页面存档备份，存于）
- Lisa Randall discusses "Warped Passages"（页面存档备份，存于）
- Lisa Randall is interviewed（页面存档备份，存于） by Charlie Rose